# Тёглаг
Тёглаг, тоглаг (tøglag, toglag) — скальдический размер стихосложения. Этимология этого названия неясна.
Тёглаг — размер четырёхсложный, двухтактный с той же строфической композицией, расположением аллитераций и хендингов, что и в дротткветте.

Пример двустишия тёглага (Сигхват сын Торда «Драпа о Кнуте», пер. С. В. Петрова):
Князь был бос,

Нес он посох.
В этом размере допускались некоторые вольности в отношении числа слогов, аллитерации и хендингов.

Теглагом было сочинено несколько хвалебных песен